# Anniano Falisco
Anniano Falisco (in latino Annianus Faliscus; fl. II secolo) è stato un poeta romano del II secolo d.C., famoso per essere considerato uno dei Poetae novelli. Furono così detti riprendendo il nome di poetae novi dell'età ciceroniana. Si distinsero per una tenue vena lirica, brevità di composizioni, leggerezza di temi, ricercatezze metriche e lessicali. Si citano fra essi lo stesso imperatore Adriano, Annio Floro, suo amico,  Settimio Sereno, Alfio Avito..

## Biografia
(Anniano, Frammento)
Di lui abbiamo testimonianza nelle Noctes Atticae di Gellio. Da tale fonte risulta che possedeva un fondo nel territorio falisco (in Etruria), dove amava trascorrere le cene in dotte conversazioni con gli invitati. Fine conoscitore di letteratura arcaica, nutriva un notevole interesse anche per Virgilio. Sappiamo da Ausonio che pubblicò una raccolta di poesie intitolata Fescennini (di cui è difficile ipotizzare i contenuti) e da Terenzio Mauro conosciamo i Carmina Falisca, composti nel verso "falisco" (tre dattili e un giambo), metro forse inventato dal poeta o più probabilmente da lui usato e che in seguito fu adoperato anche da Boezio. Quella di Anniano Falisco è poesia leggera, di argomento campestre, di cui rimane qualche frammento.